# Love Ranch
Pour plus de détails, voir Fiche technique et Distribution.
Love Ranch est un film américain réalisé par Taylor Hackford, sorti en 2010.

## Synopsis
Dans les années 1970, Grace et Charlie Bontempo sont les propriétaires de la première maison close légale du Nevada, dans un ranch près de Reno. Charlie fait signer un contrat au boxeur argentin Armando Bruza, qu'il espère faire combattre Mohamed Ali, mais à cause de son casier judiciaire, c'est Grace qui est légalement le manager du boxeur. Bruza s'entraîne au ranch et fait des avances à Grace. Celle-ci, d'abord offensée en raison de leur importante différence d'âge, finit par être charmée par la personnalité de Bruza.

## Fiche technique
- Réalisation : Taylor Hackford
- Scénario : Mark Jacobson
- Photographie : Kieran McGuigan
- Montage : Paul Hirsch
- Musique : Chris P. Bacon
- Budget : 25 000 000 $[1]
- Pays d'origine :  États-Unis
- Langue originale : anglais
- Format : couleur - 1,78:1 - Dolby Digital
- Genre : drame
- Durée : 117 minutes
- Dates de sortie : 
  -  États-Unis : 30 juin 2010 (sortie limitée)

## Distribution
- Helen Mirren : Grace Bontempo
- Joe Pesci : Charlie Bontempo
- Sergio Peris-Mencheta : Armando Bruza
- Gina Gershon : Irene
- Taryn Manning : Mallory
- Scout Taylor-Compton : Christina
- Bai Ling : Samantha
- Elise Neal : Alana
- Bryan Cranston : James Pettis
- Rick Gomez : Tom Macy
- M. C. Gainey : Warren Stamp
- Gil Birmingham : le shérif Cortez
- Emily Rios : Muneca
- Melora Walters (VF : Violette Pallaro) : Janelle
- Raoul Trujillo : Hernan Prado
- Wendell Pierce : Naasih Mohammed
- Harve Presnell : le docteur Smathers
- Leslie Jordan : Martin Hainsworth

## Accueil
Le film n'a connu qu'une sortie limitée dans 11 salles de cinéma en Amérique du Nord et a rapporté 137 885 $ au box-office américain.
Il obtient 12 % de critiques positives, avec une note moyenne de 3,7/10 et sur la base de 51 critiques collectées, sur le site Rotten Tomatoes. Sur Metacritic, il obtient un score de 37/100 sur la base de 23 critiques collectées.